# Maximiliano Quezada
Maximiliano Tomás Quezada Lagos (Santiago, Región Metropolitana, Chile; 26 de octubre de 1990) es un entrenador de fútbol y abogado chileno. Actualmente es ayudante de campo de Gustavo Quinteros en el club Gremio del Campeonato Brasileño de Serie A, para la temporada 2025.
En 2024, también acompañó a Quinteros en Vélez Sarsfield de la Primera División de Argentina como parte del cuerpo técnico.
Se coronó campeón con el club argentino en el Campeonato de Primera División 2024 y subcampeón de la Copa Argentina 2024. 

## Formación
Se graduó en Derecho en la Facultad de Derecho de la Universidad de Chile y como entrenador de fútbol en la Escuela de Entrenadores César Luis Menotti en Argentina.
Luego de culminar sus estudios universitarios de abogado, especializado en contratos, comenzó su formación como director técnico de fútbol en la reconocida escuela del entrenador argentino César Luis Menotti, campeón en la Copa Mundial de Fútbol de 1978, ubicada en la capital argentina.
Además, en 2018 realizó en Chile la Diplomatura en Sports Management at FIFA/CIES, un programa ejecutivo para la gerencia en Deportes. 

## Trayectoria
Entre 2016 y 2017, a sus 26 años, se desempeñó como Analista Táctico en CD Palestino SADP.
Luego ocupó el mismo cargo en el Club de Deportes Santiago Wanderers entre junio de 2017 y mayo de 2018 junto al entrenador chileno Nicolás Córdova, periodo en el cual se coronaron campeones de la Copa Chile 2017 en la final ante Universidad de Chile, que ganaron por 3-1 en Concepción.
De allí, pasó a desempeñarse como Director de la Secretaría Técnica del Club Universidad de Chile.
Su primera experiencia internacional ocurrió en 2019, junto a Sabino Aguad, para desempeñarse como Asesor Deportivo en el Club Bolívar de la Primera División de Bolivia en el proceso de transición del club al City Group.
Regresó a Chile en 2020 para asumir su primer cargo como entrenador principal en el Club Deportivo Pilmahue de la Tercera División de Chile, tras lo cual volvió brevemente a Bolivia para brindar una asesoría.
Instalado nuevamente en Santiago aceptó la plaza como Gerente Deportivo en el Club de Deportes Santiago Morning, en mayo de 2021, y estuvo hasta octubre de 2022 finalizando su paso en la posición de Gerente General del club de la Primera B de Chile.
En 2023 comenzó su segunda travesía en el fútbol internacional, retornando a Argentina donde formó parte del cuerpo técnico del entrenador argentino Sebastián Grazzini, primero en Racing Club  y luego en Platense, en el inicio del 2024, ambos en la Primera División de Argentina.
Al finalizar ese ciclo, permaneció en Buenos Aires donde se desempeñó como ayudante de campo del entrenador argentino-boliviano Gustavo Quinteros en Vélez Sarsfield.
Quinteros explicó en Vélez670 Radio que Quezada “se incorporó en la última parte del año, se encarga de los movimientos ofensivos específicos, definición y demás. Han mejorado un montón los jugadores. Más allá de ese trabajo los futbolistas resuelven muy bien y corren como animales”.  El club de Liniers logró mejorar su rendimiento ofensivo, con lo cual aumentó su cuota goleadora. 
A partir del segundo semestre, Vélez encadenó una importante racha de partidos sin perder que le llevó a escalar posiciones en la clasificación hasta tomar el liderato en la fecha 12, el cual nunca más abandonó. Vélez culminó con el título de campeón en la Primera División Argentina del Campeonato de Primera División 2024, en la última fecha, con un triunfo ante Club Atlético Huracán por 2-0 en el Estadio José Amalfitani.
El Fortín también logró clasificarse a la Copa Libertadores 2025, tras tres años de ausencia, con tres fechas de anticipación y terminó subcampeón de la Copa Argentina 2024, en la cual se clasificó a la final con una victoria épica por 4-3 ante Boca Juniors.
En diciembre de 2024, luego de que Vélez terminó como el equipo con mejor rendimiento de la temporada argentina, el entrenador Gustavo Quinteros aceptó una oferta de Grêmio Foot-Ball Porto Alegrense para dirigir en el Brasileirão en 2025, en un proyecto en el que Quezada se mantiene como parte de su cuerpo técnico. 
“Las actividades del sistema ofensivo tendrán una gran participación de Maximiliano Quezada, uno de los más recientes en integrar el cuerpo técnico de Gustavo Quinteros. El chileno de 34 años fue invitado a unirse al equipo en junio de 2024, ya en Vélez, tras la salida de Walter Lemma para entrenar al Unión La Calera, de Chile. Coincidencia o no, Vélez Sarsfield tuvo un aumento en el promedio de goles marcados después de la llegada del asistente: de 1,05 a 1,55", reseñó el portal brasileño Globo Esporte. 

## Actividad académica
Su primera experiencia en las aulas fue como profesor universitario de la cátedra Análisis de Fútbol en la Universidad Adolfo Ibáñez.
Actualmente imparte junto al profesor Daniel Orsi el curso “Fútbol Profesional en Chile: estudio de casos" para alumnos de pregrado de la Facultad de Derecho de la Universidad de Chile.

## Clubes
| Club                             | País      | Año       |
| -------------------------------- | --------- | --------- |
| CD Palestino                     | Chile     | 2016-2017 |
| CD Santiago Wanderers            | Chile     | 2017-2018 |
| Universidad de Chile             | Chile     | 2018-2019 |
| Club Bolívar                     | Bolivia   | 2019      |
| CD Pilmahue                      | Chile     | 2020      |
| CD Santiago Morning              | Chile     | 2021-2022 |
| Racing Club                      | Argentina | 2023      |
| Platense                         | Argentina | 2024      |
| Vélez Sarsfield                  | Argentina | 2024      |
| Grêmio Foot-Ball Porto Alegrense | Brasil    | 2025      |

## Palmarés

### Como analista táctico

#### Copas nacionales
| Título     | Club               | País  | Año  |
| ---------- | ------------------ | ----- | ---- |
| Copa Chile | Santiago Wanderers | Chile | 2017 |

### Como ayudante de campo

#### Campeonatos nacionales
| Título           | Club            | País      | Año  |
| ---------------- | --------------- | --------- | ---- |
| Primera División | Vélez Sarsfield | Argentina | 2024 |